# Las Esperanzas (Coahuila)
Las Esperanzas es una localidad del estado mexicano de Coahuila. Es parte del municipio de Múzquiz.

## Demografía
| Gráfica de evolución demográfica |
|                                  |

| Censo | Población |
| ----- | --------- |
| 1900  | 1 896     |
| 1910  | 3 059     |
| 1921  | 2 881     |
| 1930  | 1 919     |
| 1940  | 2 524     |
| 1950  | 2 313     |
| 1960  | 2 476     |
| 1970  | 3 491     |
| 1980  | 3 494     |
| 1990  | 3 870     |
| 2000  | 2 985     |
| 2010  | 3 029     |
| 2020  | 2 915     |